# Rupert Jones
Rupert Jones es un productor musical del Reino Unido, conocido por estar asignado a la compañía Draw Pictures UK.

## Biografía
Rupert Penry-Jones nació en Londres, Reino Unido y es un director de cine y musical del Reino Unido. En la escena musical, ha trabajado con importantes figuras internacionales, como son Sophie Ellis-Bextor, Charlotte Church o McFly, entre otros.

## Videografía
1996
- Alpha - "Sometime Later"
- The Supernaturals - "I Wasn't Born"

1997
- Fluke - "Absurd"

1998
- Gómez - "Get Myself Arrested"
- SiIlver Sun - "Too Much, Too Little, Too Late"

2002
- The Cooper Temple Clause - "Who Needs Enemies?"
- The Streets - "Don't Mug Myself!"

2003
- Starsailor - "Born Again"
- Sophie Ellis-Bextor - "Mixed Up World"

2004
- Ash - "Renegade Cavalcade [Version 1]"

2005
- McFly - "All About You"
- El Presidente - "100 MPH"
- McFly - "I'll Be Ok"
- Charlotte Church - "Even God Can't Change The Past"

2006
- The Upper Room - "All Over This Town"
- Killa Kela - "Secrets [Version 2]"
- El Presidente - "Turn This Thing Around"
- The Upper Room - "Black & White"